# Ministerio de Obras y Servicios Públicos (1981)
El Ministerio de Obras y Servicios Públicos fue un departamento de la Administración Pública Nacional de la Argentina con competencia en obra y servicio público que existió entre 1981 y 1991.

## Historia
Fue establecido por la Ley N.º 22 450 del presidente de facto Jorge Rafael Videla del 27 de marzo de 1981 (publicada en el Boletín Oficial el 1 de abril de 1981). Fue constituido con siete subsecretarías, a saber: Combustibles, Energía Hidroeléctrica y Térmica, Obras Públicas, Transporte, Comunicaciones, Recursos Hídricos; y Técnica y de Coordinación Administrativa.
Por Ley N.º 23 930, sancionada el 18 y promulgada el 22 de abril de 1991 por el Congreso de la Nación (publicada el 23 de abril de 1991), se ordenaron los nuevos ministerios; Obras y Servicios Públicos fue fusionado con el Ministerio de Economía, formando el Ministerio de Economía, Obras y Servicios Públicos.